# Жаныспай (Костанайская область)
Жаныспай (каз. Жаныспай) — село в Карасуском районе Костанайской области Казахстана. Входит в состав Челгашинского сельского округа. Код КАТО — 395285200.

## Население
В 1999 году население села составляло 409 человек (211 мужчин и 198 женщин). По данным переписи 2009 года, в селе проживало 396 человек (205 мужчин и 191 женщина).